# Solstice (film)
Pour les articles homonymes, voir Solstice (homonymie).
Pour plus de détails, voir Fiche technique et Distribution.
Solstice est un film d'horreur américain de Daniel Myrick sorti en 2008.

## Synopsis
Pour célébrer des vacances estivales bien méritées, un groupe d’amis se rend dans la petite maison de Megan au cœur du bayou de la Louisiane. À la suite de la perte de sa sœur il y a 1 an, Megan a besoin de se changer les idées. Elle reste en effet toujours marquée de la perte prématurée de sa sœur jumelle Sophie qui s'est suicidée. Elle s'isole donc en allant courir dans les bois du Bayou de Louisiane. Lors de l'achat d'objets dans une station service, elle rencontre Nick, un jeune étudiant qui travaille l'été pour gagner de l'argent. Ce jeune homme lui parle ainsi des divinités locales et des esprits qui apparaissent le jour du solstice d'été. Durant son séjour dans sa maison d'été, Megan se voit confrontée à des événements étranges...

## Fiche technique
- Titre français et original : Solstice
- Réalisation : Daniel Myrick
- Scénario : Daniel Myrick, Martin Musatov et Ethan Erwin
- Photographie : M. David Mullen
- Musique : Jane Antonia Cornish
- Décors : Marthe Pineau
- Costumes : Caroline Eselin (it)
- Pays d'origine : États-Unis
- Langue : anglais
- Genres : Horreur
- Date de sortie : 1er janvier 2008

## Distribution
- Elisabeth Harnois (V.Q. : Catherine Proulx-Lemay) :  Megan / Sophie
- Shawn Ashmore (V.Q. : Philippe Martin) : Christian
- Hilarie Burton (V.Q. : Geneviève Désilets) : Alicia
- Amanda Seyfried (V.Q. : Stéfanie Dolan) : Zoe
- Tyler Hoechlin (V.Q. : Nicholas Savard L'Herbier) : Nick
- Matt O'Leary (V.Q. : Lawrence Arcouette) : Mark
- R. Lee Ermey (V.Q. : Hubert Gagnon) : Leonard
- Lisa Arnold : Mrs. Thomas
- Lyle Brocato : Partier
- David Dahlgren  : Mr. Thomas
- Jenna Hildebrand : Malin (Jenna Lynn Hildebrand)
- Mark Krasnoff : Policier

Source et légende : Version québécoise (V.Q.) sur Doublage Québec.